# Juninho Pernambucano
Antônio Augusto Ribeiro Reis Junior ismertebb nevén Juninho vagy Juninho Pernambucano (Recife, 1975. január 30.) brazil válogatott labdarúgó, középpályás, 2001-től 2009-ig volt a francia Lyon játékosa. 2006-ban a világbajnokság után lemondta a válogatottságot, 44 mérkőzésen 7 gólt szerzett Brazília színeiben. Juninho híres volt különösen pontos, erős és változatos szabadrúgásairól. Többször jelölték Az év labdarúgója és az Aranylabda díjakra, de egyiket sem nyerte meg.
2009. június 18-án kétéves szerződést kötött a katari al-Garáfa együttesével, annak ellenére, hogy többek között a Genoa és az Internazionale is szívesen látta volna soraiban. A Lyon – figyelembe véve a nyolcéves szolgálatot, amit a klubnak tett –, ingyen engedte elszerződni. Sokak szerint a klub legjobb játékosa volt.

## Pályafutása

### Brazília
Juninho 1993-ban és 1994-ben a Sport Recife csapatában játszott, majd 1995 és 2001 között a rio de janeiro-i Vasco da Gama játékosa volt, mielőtt a Lyon szerződtette. A Vasco da Gama-nál több trófeát is begyűjtött, többek közt a brazil bajnoki címet 1997-ben és 2000-ben, valamint 2000-ben megkapta a brazil Ezüstlabdát is, mint a szezon legjobb brazil középpályása.
Juninho lett 1999. szeptember 7-én az első játékos, aki két mérkőzésen játszott két különböző országban ugyanazon a napon. Porto Alegre városában lépett pályára a válogatottban az Argentína elleni barátságos mérkőzés második félidejében, amit Brazília 4–2-re nyert meg. Még időben érkezett Uruguay-ba, hogy játsszon a második félidőben egy Mercosur-kupa mérkőzésen a Nacional ellen.

### Franciaország
2001-ben hagyta el Brazíliát és csatlakozott a francia Lyonhoz. Érkezése előtt a csapat soha nem nyert francia bajnokságot, viszont első szezonjában bajnoki címet nyertek, és ezt még hat szezonban ismételték meg egymás után. A Lyon edzője, Gérard Houllier kinevezte csapatkapitánynak.

#### A válogatottban
1999-ben mutatkozott be a brazil válogatottban. A 37-szeres válogatott játékosként tagja volt a 2006-os világbajnokságon részt vevő brazil csapatnak. Carlos Alberto Parreira szövetségi kapitány három mérkőzésen szavazott neki bizalmat, a japánok ellen végig pályán volt, s egy gólt lőtt. Ghána ellen csereként jött be, míg Franciaország ellen lecserélték. A világbajnokságon összesen 183 percet játszott. A torna után (Brazília a negyeddöntőben búcsúzott) lemondta a válogatottságot.

### Szabadrúgásai
Juninho-t a világ legjobb szabadrúgást elvégző játékosai közt tartják számon. 2008. május 7-ig 37 gólt szerzett szabadrúgásból a Lyonban. A Lyon előtt is megmutatkozott a tehetsége, a Vascóban több szabadrúgásgólt is szerzett.

## Sikerei, díjai
Sport Recife
- Campeonato Pernambucano: 1994

CR Vasco da Gama
- Campeonato Brasileiro Série A: 1997 and 2000
- Campeonato Carioca: 1998
- Copa Libertadores: 1998
- Torneio Rio-São Paulo: 1999
- Mercosur kupa: 2000

Olympique Lyonnais
- Ligue 1: 2002, 2003, 2004, 2005, 2006, 2007, 2008
- Trophée Des Champions: 2002, 2003, 2004, 2005, 2006, 2007
- Coupe de France: 2008

Brazil válogatott
- 2005-ös konföderációs kupa